# مری سافورد
مری جین سافورد-بلِیک (۳۱ دسامبر ۱۸۳۴-۸ دسامبر ۱۸۹۱) پرستار، پزشک، آموزگار و نیکوکار بود. او به‌عنوان پرستار در ارتش اتحاد طی جنگ داخلی آمریکا فعالیت می‌کرد و در کنار مری آن بیکردایک به درمان بیماران و مجروحان در نزدیکی دژ دونلسون پرداخت. به دلیل خدماتش در قاهره، ایلینوی، لقب «فرشتهٔ کایرو» را دریافت کرد. پس از جنگ، یکی از نخستین متخصص زنان در ایالات متحده شد و نخستین زنی بود که یک اوواريوتومی انجام داد. او بعدها در دانشگاه بوستون تدریس کرد و از نخستین زنانی بود که به کمیتهٔ مدارس بوستون انتخاب شد.

## اوایل زندگی
مری جین سافورد در هایْد پارک، ورمانت متولد شد. او کوچک‌ترین فرزند از پنج فرزند جوزف سافورد، کشاورز، و دیانتا لیتل سافورد بود. وی در مدارس ورمانت، ایلینوی و مونترآل، کبک تحصیل کرد. سپس به ایلینوی بازگشت و با برادر بزرگ‌ترش زندگی کرد و در یک مدرسهٔ عمومی در شانی‌تاون تدریس کرد.

## حرفه پزشکی

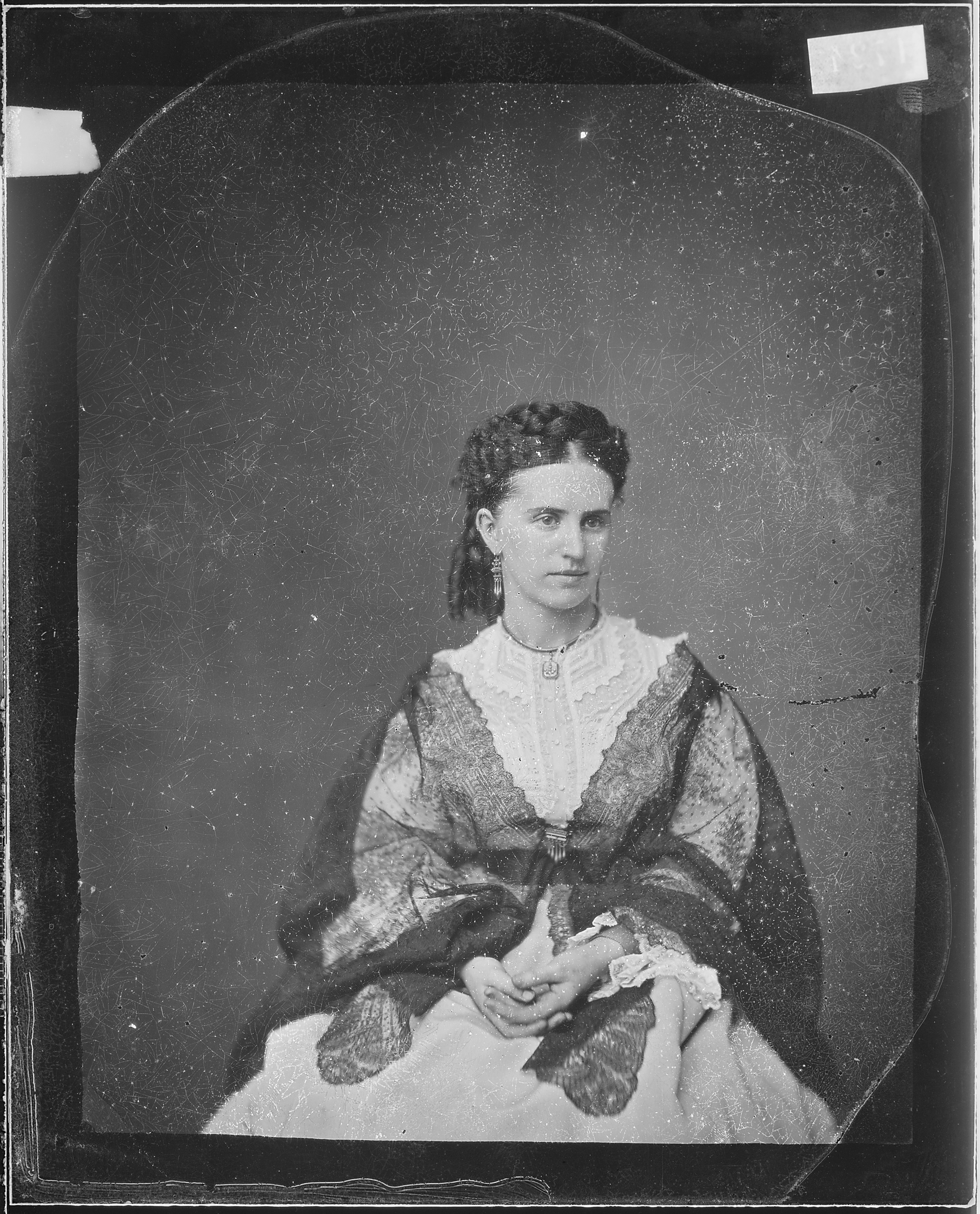
مری جین سافورد اثر متیو بردی
(بین حدود ۱۸۶۰ و حدود ۱۸۶۵)

با آغاز جنگ داخلی آمریکا در ۱۸۶۱، سافورد داوطلبانه به‌عنوان امدادگر در قاهره، ایلینوی خدمت کرد و در آنجا به «فرشتهٔ کایرو» معروف شد. در همانجا با «مادر» بیکردایک آشنا شد که او را به‌عنوان پرستار آموزش داد. در ۱۸۶۲، او ارتش یولیسیز اس. گرانت را در نبرد شایلو همراهی کرد و به مجروحان کمک کرد. بعدها، او در دو کشتی بیمارستانی نظامی در رود می‌سی‌سی‌پی، سیتی آو ممفیس و هیزل دل، خدمت کرد. به دلیل خستگی مفرط و ضعف جسمانی، در ژوئیه ۱۸۶۲ به اروپا سفر کرد. پس از بازدید از بریتانیا و ایرلند، زمستان را در پاریس و ایتالیا سپری کرد.
پس از جنگ، سافورد به تحصیل پزشکی پرداخت و در ۱۸۶۹ از کالج پزشکی و بیمارستان زنان نیویورک فارغ‌التحصیل شد. او همچنین در بیمارستان عمومی وین، دانشگاه برسلاو و دانشگاه هایدلبرگ تحصیل کرد. در برسلاو، او نخستین زنی بود که یک اوواريوتومی انجام داد. در هایدلبرگ، با ایزابل چپین باروز، نخستین چشم‌پزشک زن آمریکایی، دوست شد.
در سال ۱۸۷۲، سافورد یک مطب خصوصی در شیکاگو تأسیس کرد و یکی از نخستین متخصص زنان در ایالات متحده شد. او طرحی برای مسکن‌های گروهی ارائه کرد که بر یک منطقهٔ خدمات مشترک برای خانه‌داری تعاونی متمرکز بود تا از سختی‌های کار خانگی برای زنان بکاهد. بعدها، او استاد بیماری‌های زنان در دانشکده پزشکی دانشگاه بوستون شد و یکی از دو استاد متخصص زنان در این دانشگاه بود. در سال ۱۸۷۵، او از نخستین زنانی بود که به کمیته مدارس بوستون انتخاب شد.
به‌عنوان یک پزشک در ساوت اِند، بوستون، سافورد در مراقبت از زنان و دختران محروم شهر تخصص داشت—بیشتر آن‌ها مهاجرانی از مناطق شمالی، جنوبی، غربی و منطقهٔ ساوت بِی بودند. خانهٔ او در بوستون در خیابان پرسیوال شمارهٔ ۵ در منطقهٔ میتینگ هاوس هیل در دورچستر قرار داشت.

## زندگی شخصی
سافورد در سال ۱۸۷۲ با جیمز بلِیک ازدواج کرد و دو دختر به نام‌های مارگاریتا و گلادیس را به فرزندی پذیرفت. پس از ازدواج، او نام «مری جین سافورد-بلِیک» را به کار برد. این زوج در سال ۱۸۸۰ از یکدیگر جدا شدند.
سافورد در جنبش حق رأی زنان در ایالات متحده فعال بود و از دوستان مری لیورمور و آلیس استون بلک‌وِل به‌شمار می‌رفت. او از حامیان اصلاح پوشش، عضو اتحادیه آموزشی و صنعتی زنان و معتقد به عشق آزاد بود. از طریق ایزابل باروز، او با کاترین برشکوفسکی، سوسیالیست روس که به «مادربزرگ کوچک انقلاب روسیه» شهرت داشت، دوست شد.
او در سال ۱۸۸۶ به دلیل مشکلات سلامتی بازنشسته شد و سال‌های پایانی عمرش را در تارپان اسپرینگز، فلوریدا نزد برادرش انسون و خانواده‌اش سپری کرد. سافورد در ۸ دسامبر ۱۸۹۱ در ۵۶ سالگی درگذشت. نام او در مسیر میراث زنان بوستون ثبت شده‌است.